# Крейц, Фридрих Карл
Фридрих Карл Крейц (нем. Carl Friedrich Casimir von Creuz; 1724—1770) — немецкий философ и поэт.
Он получил широкую известность философским стихотворением «Die Gräber» (1760), написанным под очевидным влиянием «Ночей» Юнга. Галлера напоминают его «Oden und Lieder», а его драма «Socrates» и «Der sterbende Seneca», представляющие подражания Готтшеду, очень слабы.
Крейц, примыкая в общем к Лейбницу, придерживался самостоятельных взглядов в области психологии; он не признавал душу за «простую субстанцию», допуская, однако, что душевная жизнь каждого существа имеет устойчивое единство, сохраняющееся и после смерти (см. его «Versuch über die Seele», 1753).